# Джиммі Мадсен
Джиммі Мадсен (дан. Jimmi Madsen, 4 січня 1969) — данський велогонщик.
Бронзовий призер Олімпійських Ігор 1992 року в командній гонці переслідування, учасник 1988, 1996, 2000 років.
Бронзовий призер Чемпіонату світу з трекових велоперегонів 1993 року в командній гонці переслідування.